# NGC 311
NGC 311 è una galassia lenticolare situata nella costellazione dei Pesci.
Fu scoperta il 18 settembre 1828 da John Herschel.